# Diócesis de Agats
La diócesis de Agats (en latín: Dioecesis Agatsen(sis) y en indonesio: Keuskupan Agats) es una circunscripción eclesiástica latina de la Iglesia católica en Indonesia, sufragánea de la arquidiócesis de Merauke. La diócesis tiene al obispo Aloysius Murwito, O.F.M. como su ordinario desde el 7 de junio de 2002.

## Territorio y organización
La diócesis tiene 31 000 km² y extiende su jurisdicción sobre los fieles católicos de rito latino residentes en la provincia de Papúa en la regencia de Asmat y cuatro distritos en la parte norte de la regencia de Mappi (Citak Mitak, Kaibar, Passue Bawah y Ti Zain).
La sede de la diócesis se encuentra en la ciudad de Agats, en donde se halla la Catedral de la Santa Cruz.
En 2020 en la diócesis existían 21 parroquias.

## Historia
La diócesis fue erigida el 29 de mayo de 1969 con la bula Prophetae vaticinium del papa Pablo VI, obteniendo el territorio de la arquidiócesis de Merauke.

## Estadísticas
De acuerdo al Anuario Pontificio 2021 la diócesis tenía a fines de 2020 un total de 65 292 fieles bautizados.
| Año                                                                             | Población            | Población | Población      | Sacerdotes | Sacerdotes    | Sacerdotes    | Bautizados por sacerdote | Diáconos permanentes | Religiosos | Religiosos | Parroquias |
| Año                                                                             | Bautizados católicos | Total     | % de católicos | Total      | Clero secular | Clero regular | Bautizados por sacerdote | Diáconos permanentes | Varones    | Mujeres    | Parroquias |
| ------------------------------------------------------------------------------- | -------------------- | --------- | -------------- | ---------- | ------------- | ------------- | ------------------------ | -------------------- | ---------- | ---------- | ---------- |
| 1970                                                                            | 15 254               | 45 000    | 33.9           | 12         |               | 12            | 1271                     |                      | 19         | 5          | 10         |
| 1980                                                                            | 17 552               | 49 300    | 35.6           | 12         |               | 12            | 1462                     |                      | 17         | 9          | 12         |
| 1990                                                                            | 35 927               | 63 000    | 57.0           | 12         |               | 12            | 2993                     |                      | 15         | 14         | 12         |
| 1999                                                                            | 43 011               | 83 850    | 51.3           | 14         | 5             | 9             | 3072                     | 1                    | 10         | 15         | 12         |
| 2000                                                                            | 48 310               | 84 500    | 57.2           | 15         | 5             | 10            | 3220                     | 1                    | 11         | 12         | 12         |
| 2001                                                                            | 49 116               | 70 951    | 69.2           | 14         | 3             | 11            | 3508                     | 1                    | 16         | 12         | 12         |
| 2002                                                                            | 49 024               | 70 724    | 69.3           | 16         | 5             | 11            | 3064                     | 1                    | 16         | 12         | 12         |
| 2004                                                                            | 45 750               | 77 850    | 58.8           | 17         | 5             | 12            | 2691                     | 1                    | 13         | 13         | 12         |
| 2006                                                                            | 49 980               | 98 732    | 56.0           | 21         | 6             | 15            | 2380                     | 1                    | 15         | 10         | 12         |
| 2012                                                                            | 55 319               | 82 100    | 60.9           | 18         | 10            | 8             | 3073                     | 1                    | 13         | 10         | 12         |
| 2015                                                                            | 59 312               | 104 241   | 56.9           | 26         | 14            | 12            | 2281                     | 1                    | 16         | 16         | 12         |
| 2018                                                                            | 60 373               | 106 396   | 56.7           | 25         | 15            | 10            | 2414                     | 1                    | 13         | 16         | 13         |
| 2020                                                                            | 65 292               | 194 959   | 33.5           | 29         | 19            | 10            | 2251                     | 1                    | 13         | 17         | 21         |
| Fuente: Catholic-Hierarchy, que a su vez toma los datos del Anuario Pontificio. |                      |           |                |            |               |               |                          |                      |            |            |            |

## Episcopologio
- Alphonsus Augustus Sowada, O.R.C. † (29 de mayo de 1969-9 de mayo de 2001 renunció)
- Aloysius Murwito, O.F.M., desde el 7 de junio de 2002